# Charaxes saturnus
Charaxes saturnus är en fjärilsart som beskrevs av Butler 1866. Charaxes saturnus ingår i släktet Charaxes och familjen praktfjärilar. Inga underarter finns listade i Catalogue of Life.